# Quốc kỳ Botswana

Quốc kỳ Botswana

Quốc kỳ Botswana (tiếng Anh: Flag of Botswana) được thông qua sử dụng chính thức từ ngày 30 tháng 9 năm 1966. Đây là một lá cờ gồm có 5 dải màu. Dải màu ở giữa có màu đen với hai đường viền trắng bao quanh, tượng trưng cho chủng tộc của người dân Botswana. Hai màu sắc đen và trắng này cũng được liên tưởng đến hình ảnh con ngựa vằn, loài vật biểu trưng trên quốc huy của Botswana. Hai phần màu lam nhạt có kích thước lớn tượng trưng mưa, mang theo nguồn nước quý đến cho đất đai khô hạn.